# Il declino dell'impero Whiting
Il declino dell'impero Whiting è un romanzo scritto da Richard Russo pubblicato nel 2001, vincitore del Premio Pulitzer per la narrativa nel 2002.

## Trama
Nella cittadina del Maine chiamata Empire Falls vive la ricca famiglia Whiting, che grazie alle sue industrie tessili e ai suoi possedimenti  è padrona di mezza città. Oggi la famiglia è in declino, costretta a vendere le sue proprietà a multinazionali, e ciò getta Empire Falls nel degrado. Tra i suoi possedimenti vi è l'"Empire Grill", il caffè-ristorante gestito da Miles Roby, un uomo amareggiato, alle prese con un divorzio, i problemi adolescenziali della figlia e il caratteraccio dell'anziano padre.

## Adattamento televisivo
Nel 2005 dal romanzo è stata realizzata una miniserie TV in due parti intitolata Empire Falls - Le cascate del cuore e prodotta dalla HBO. L'adattamento, diretto da Fred Schepisi, ha un cast importante che comprende Ed Harris, Helen Hunt, Paul Newman e Philip Seymour Hoffman. Nel 2006 ha vinto un Golden Globe per la migliore mini-serie.

## Edizioni
- Richard Russo, Il declino dell'impero Whiting, traduzione di P. Bertante, Sonzogno, 2003,  p. 589, ISBN 88-454-2420-0.